# Bambèye
Bambèye est une localité et une commune rurale du Niger du département de Tahoua, région de Tahoua, siège de canton, chefferie traditionnelle, fondé en 1945.

## Géographie
La localité de Bambèye est située à 30 km au sud-ouest du chef-lieu régional Tahoua.
| Tébaram  | Takanamat | Affala Tahoua I Tahoua II |
| Tébaram  | Bambèye   | Kalfou                    |
| Bagaroua | Illéla    | Badaguichiri              |

## Histoire
La commune rurale de Bambèye est instaurée en 2002, issue du canton du même nom, fondé en 1945 par l'administration française.

## Chefferie traditionnelle
Le canton de Bambèye est fondé en 1945, lors du partage du canton de Tahoua. Il s'étend sur 110 villages des communes rurales de Bambèye, Takanamat et Tébaram. Le 4e chef du canton, Hamza Assoumane Bayéré Cheffou Coulmanou est élu par le collège des 110 chefs de villages en juin 2015.

## Population
Lors du recensement général de 2012, la population communale est relevée à 112 962 habitants. La localité compte 2 818 habitants en 2012.

## Services et infrastructures
- Collège d'enseignement général (CEG) à Bambèye et Falali,
- Centre de formation aux métiers (CFM) de Bambèye.

## Économie
La commune se situe dans la zone agropastorale.

## Cultures et traditions
Le festival traditionnel annuel Sarho du canton de Bambeye célèbre les retrouvailles entre les gardiens de diverses pratiques ancestrales que sont parmi d'autres, les wazams, les yan tawri, les yan bori, on y retrouve la diversité des populations du canton, Haoussa, Djerma, Peulh, Kanouri, Gobirawa, Goubawa, Arawa, Korfeyawa et Bororos, la 7e édition a eu lieu en 2023.